# Circle City (Arizona)
Circle City est une census-designated place du comté de Maricopa, dans l'État de l'Arizona, aux États-Unis. En 2020, elle compte une population de 522 habitants.